# Mojtar Belmojtar
Mokhtar Belmokhtar o Mojtar Belmojtar Gardaya (Argelia), 1 de junio de 1972, también conocido como Khaled Abou El Abbas, Laaouar, El Tuerto o Mr. Marlboro entre otros apodos, Es un terrorista especialista en el secuestro de occidentales, contrabandista y traficante de armas, relacionado con Al-Qaeda.
Combatió en Afganistán con los muyahidines (1991-1993) antes de regresar a Argelia donde se incorporó al GIA y después al Grupo Salafista para la Predicación y el Combate transformado en 2007 en Al Qaeda del Magreb Islámico (AQMI).
Fue el primer líder del AQMI implantado fuera de Argelia en la zona del Sáhara y el Sahel, especialmente en el norte de Mali. En diciembre de 2012 tras enfrentarse a otros líderes del AQMI creó su propio movimiento, la brigada Al Muthalimin y la sub-brigada al-Muwaqi‘un Bil-Dima (en árabe, Los firmantes con sangre) responsable de la toma de rehenes en In Amenas, Argelia, en enero de 2013.
En agosto de 2013 su grupo se fusionó con Movimiento por la Unicidad y la Yihad en África del Oeste (Muyao) que controla una parte del este de Mali para crear una nueva marca, Al Murabitun. En julio de 2015 fue nombrado jefe de Al Qaida en África del Oeste. Está considerado como el ideólogo de la toma de rehenes de Bamako en noviembre de 2015 en el que murieron al menos 18 rehenes. El 4 de diciembre de 2015 se anunció que él y su grupo Al Murabitun se unían al AQMI.
Desde el 11 de noviembre de 2003 su nombre forma parte de la lista de organizaciones y personas consideradas por la ONU como próximas a Al Qaeda o a los talibanes. 
Su muerte ha sido anunciada en varias ocasiones, una de ellas en marzo de 2013 y la última el 14 de junio de 2015 en Libia durante un ataque aéreo de Estados Unidos, sin embargo su muerte sólo fue confirmada salvo por el gobierno libio.
Francia le relacionó como ideólogo del Atentado del hotel Radisson Blu de Bamako ocurrido en noviembre de 2015. En noviembre de 2016, Belmokhtar fue supuestamente objetivo de nuevo de un ataque aéreo realizado por aviones franceses en el sur de Libia, según información del servicio de inteligencia de los Estados Unidos. Los funcionarios estadounidenses no pudieron confirmar la muerte de Belmokhtar.

## Biografía
Nació en la ciudad argelina de Gardaya en el seno de una familia modesta perteneciente a la tribu árabe de los Chambas. Le llamaron Mokhtar en homenaje a uno de sus tíos, guillotinado por los franceses en 1959 durante la guerra de Argelia. Desde pequeño destacó entre sus 8 hermanos por su presencia asidua en la mezquita.

### Entrenamiento en Afganistán
En 1991, a los 19 años marcado por la muerte de Abdallah Azzam viaja a Afganistán y se incorpora a los grupos de muyahidines que luchan contra los soviéticos apoyados por la CIA y los servicios de inteligencia pakistaníes. Se forma en diferentes campos de entrenamiento. Conoce a Abu Qutada y Abou Mohammed al-Maqdissi. Combate con el grupo Hezbi Islami, fundado por Gulbuddin Hekmatyar, un grupo considerado terrorista en Canadá, Estados Unidos o Gran Bretaña- en los alrededores de Jalalabad y de Kabul, época en la que sufre una grave lesión en el ojo derecho a causa de un obús.

### Regreso a Argelia (1991)
Se estima que Belmokhtar regresó a Argelia a finales de 1992 o inicios de 1993 momento en el que el país estaba inmerso en lo que algunos analistas han considerado una guerra civil. En junio regresó a su ciudad natal donde fundó un grupo llamado katiba As-Shahada, o Brigada del Martirio, afiliada al Grupo Islámico Armado (GIA).
En 1993, algunos meses después de su regreso atacó a una patrulla de policía cerca de Gardaya. Mató a 13 policías y se apropió de sus armas. El grupo se financiaba camuflándose vestidos de policía en falsos controles en la carretera donde interceptaban convoyes, especialmente de las compañías de hidrocarburos, cuyo cargamento se vendía en el mercado negro. Con este dinero los yihadistas lograban armas y munición en muchos países de la región.
Denominado Mister Marlboro por los servicios de seguridad argelinos, Belmokhtar está acusado de tráfico de cigarrillos o droga. Pero para el periodista e investigador mauritano Lemine Ould Mohamed Salem estos rumores parecen infundados y considera que Belmokhtar se dedicó sobre todo al contrabando de productos alimenticios y carburante, revendidos a un precio diez veces superior fuera de Argelia. Por otro lado él ha negado siempre tener relación con el tráfico de drogas y según testimonios de contrabandistas locales algunos traficantes han sido capturados por sus hombres y sus cargamentos incendiados. 
El 5 de mayo de 1995 en Gardaya los yihadistas asesinaron a 5 cooperantes extranjeros de la compañía argelina Anabib, entre ellos 2 franceses, un británico, un canadiense y un tunecino. Tras este atentado el grupo As Shahada se transformó en "emirato" y Belmokhtar fue nombrado emir de la región.
A finales de 1994 o principios de 1995 Belmokhtar entró por primera vez en contacto con Al Qaida entonces basado en Jartum (Sudán). Ben Laden se comprometió a ofrecer ayuda a los yihadistas argelinos con la condición de que éstos adoptaran una línea más salafista y que el GIA cesara en sus "derivas takfiri" adoptadas por Antar Zouabri y Djamel Zitouni. Ben Laden envió un emisario a Argelia, Abou Mohamed al-Yamani que Mokhtar Belmokhtar acogió personalmente. El 18 de septiembre, a petición de al-Yamani la mayoría de las brigadas yihadistas argelinas abandonaron el GIA para fundar el Grupo Salafista para la Predicación y el Combate (GSPC).
A principios de los años 2000 Belmokhtar intentó lograr la fusión del GSPC con Al Qaida a través de al-Yamani. En 2001 este realizó un nuevo viaje a Argelia donde visitó las brigadas de Belmokhtar y de Abderazak el Para y realizó un informe positivo de los yihadistas argelinos. Volvió a visitar Argelia en julio de 2002, se reunió otra vez con Abderazak el Para  pero este murió el 12 de septiembre de 2002 cerca de Batna en un ataque del ejército argelino alertado por la CIA. Ben Laden sospechó que se había producido una traición y suspendió la fusión al tiempo que Belmokhtar mantuvo diversos enfrentamientos con otros jefes del GSPC. En diciembre de 2002 cayó en una emboscada del ejército argelino cerca de In Salah, logró escapar pero varios de sus hombres murieron. Decidió entonces refugiarse en Malí.

### El Sahel
Belmokhtar logró llegar a Lerneb, en el norte de Mali, en la región de Tombuctú, cerca de la frontera con Mauritania y estableció una alianza con la tribu árabe de los berabiches casándose con la hija de la influyente familia de los Hamaa del grupo de los Oulad Idriss, matrimonio que le permitió gozar no solo de la protección tribal sino de una base para hacer negocios y blanquear dinero. Otros yihadistas siguieron su ejemplo, entre ellos Nabil Abou Alqama otro yihadista argelino muerto en 2012. El gobierno de Mali, según el periodista mauritano Lémine Ould Mohamed Salem autor del libro sobre Belmokhtar « Le Ben Laden du Sahara. Sur les traces du djihadiste Mokhtar Belmokhtar », no quiso enfrentarse a los yihadistas y no reaccionó.
En 2003 se produjeron los primeros secuestros de occidentales. En febrero y marzo 32 turistas, en su mayoría alemanes y austríacos fueron secuestrados por Abderazak el Para mientras viajaban por el sur de Argelia en varios grupos. El ejército argelino logró liberar a 17 en una operación en la región de Tamanrasset. Para escapar del ejército argelino el Para decidió refugiarse en Mali Un grupo de rehenes acabó en manos de Mokhtar Belmokhtar. Se establaron negociaciones entre los secuestradores y dos notables enviados por el gobierno de Malí: Iyad Ag Ghaly y Baba Ould Choueikh. Finalmente los rehenes fueron liberados el 18 de agosto tras pagarse un rescate de 5 millones de euros que enriquecieron a los yihadistas y les llevaron a continuar este tipo de acciones.
En junio de 2005 en represalia por una serie de detenciones de islamistas mauritanos y a causa de la participación anunciada del ejército mauritano en maniobras militares coordinadas con el ejército de EE. UU. en el Sáhara, Belmokhtar atacó el cuartel militar de Lemgheity en Mauritania. Murieron 17 soldados mauritanos y otros 35 cayeron prisioneros y posteriormente fueron liberados. Abu_Musab_al_Zarqaui líder de Al Qaida en Irak felicitó a los muyahidines magrebíes por su victoria pero sobre todo la acción permitió al GSPC restablecer los lazos con Al Qaida. En junio de 2006 Younous al-Mauritani, un muftí muy respetado por los yihadistas viajó a Afganistán para transmitir la carta de adhesión del GSPC a Al Qaida que fue aceptada por Ben Laden. 
El 27 de enero de 2007 el GSPC se convirtió oficialmente en Al Qaeda del Magreb Islámico (AQMI)
El 24 de diciembre de 2007 tres hombres de la katiba de Belmokhtar, el grupo Al-Moulathimin, atacaron a un grupo de cinco turistas franceses y mataron a cuatro de ellos cerca de Aleg en Mauritania lo que provocó la anulación del Rally París Dakar 2008.
El 14 de diciembre de 2008 al oeste de Niamey en Níger, un grupo de tres yihadistas dirigidos por Omar Ould Hamaha, el tío de la esposa de Belmokhtar, secuestró a dos diplomáticos canadienses Robert Fowler y Louis Guay. Después de negociaciones, los dos rehenes fueron liberados el 21 de abril de 2009. Un centenar de yihadistas se reunieron ese día, pero una violenta disputa estalló entre Belmokhtar y Abu Zeid, jefe de la katiba Tarik Ibn Ziyad, que se negó a liberar a sus dos rehenes, reflejando la rivalidad entre los dos líderes. El anuncio de la liberación de Robert Fowler y Louis Guay fue también mal acogido por el líder de AQMI Abdelmalek Droukdel, que reprochó a Belmokhtar haber obtenido solo un rescate de 700.000 euros. Pero según el periodista Serge Daniel, el rescate pagado fue de tres millones de euros y Belmokhtar solo entregó una parte.
Siguieron otros secuestros. El 29 de noviembre de 2009 en Mauritania, la katiba Al-Moulathimin secuestró a tres cooperantes españoles en el noroeste de Nuakchot, entre ellos una mujer, Alicia Gámez que se convirtió al islam durante su cautiverio y fue liberada el 10 de marzo de 2010. Los otros dos rehenes fueron puestos en libertad el 23 de agosto de ese año a cambio de un rescate de ocho millones euros.
El 7 de enero de 2011, la katiba de Belmokhtar intentó una nueva acción en Niamey. Seis yihadistas penetraron en el corazón de la capital de Níger y secuestraron a dos jóvenes franceses. Su coche, perseguido por las fuerzas nigerianas logró llegar a Mali, donde fue atacado por las fuerzas especiales francesas. En los enfrentamientos, los yihadistas murieron o se dispersaron pero los dos rehenes franceses también murieron.

### La guerra de Malí
En 2012, el norte de Mali fue invadido por grupos yihadistas y rebeldes: Ansar Dine, MNLA, Muyao y AQMI. Belmokhtar estaba presente principalmente en Gao y sus alrededores. En marzo, viajó a Libia para procurarse armas. Mantenía una fría relación con los líderes de AQMI y se acercó al MUYAO.
El 27 de junio de 2012, el MNLA y los yihadistas se enfrentaron en Gao.  Belmokhtar tomó el mando de las fuerzas de MUYAO y AQMI y se enfrentó a los tuaregs de la ciudad. En noviembre resurgieron los combates cerca de Ansongo. Después los rebeldes separatistas fueron nuevamente derrotados y perdieron el control de Ménaka.
En octubre de 2012, Abdelmalek Droukdel destituyó a Belmokhtar del mando de su batallón a causa de su comportamiento que consideró excesivamente independiente y por su desobediencia. En diciembre de 2012, Belmokhtar anunció su ruptura con AQMI y la formación de un nuevo grupo armado Al Mulathameen ("Enmascarados") que más tarde fue origen de Los firmantes con sangre.
En enero de 2013 Belmokhtar organizó el asalto y la toma de rehenes de In Amenas.  En la mañana del 16 de enero de 2013, unos 40 hombres de Al Moulathameen, dirigidos por Mohamed el-amina Benchenab y Abderrahman al-Nigiri asaltaron el campamento y tomaron como rehenes a unos 600 argelinos -que fueron pronto liberados- y un centenar de extranjeros residentes en el campamento de la planta de producción de gas. El 19 de enero el ejército argelino asaltó el campamento después de que los terroristas empezaran a ejecutar a los rehenes. El balance final fue la muerte de al menos 29 terroristas y 39 rehenes. 
Fuerzas Especiales británicas y francesas y unidades estadounidenses se movilizaron para localizar y capturar a Belmokhtar pero no lo lograron. El 2 de marzo de 2013, durante la batalla de Tigharghar, el ejército chadiano anunció la muerte Mokhtar Belmokhtar. La Agencia de Información Sahara Media lo desmintió sobre la base de las declaraciones de un miembro de AQMI que aseguró que Belmokhtar había estado combatiendo en la región de Gao y no en Adrar de los Ifoghas. Un portavoz del MNLA también cuestionó las declaraciones chadianas y los habitantes de Taoubenit, cerca de En Khalil, afirmaron haber visto a Belmokhtar vivo a mediados de marzo. El 1 de abril, tras un contacto con la Agencia de Información de Nuakchot, el anuncio de la muerte de Belmokhtar fue desmentido por Hamada Ould Mohamed Kheirou, jefe de MUYAO y Moghrane, portavoz de la katiba Al-Mouthalimin (Los firmantes con sangre).

### Libia
En 2013 tras la intervención militar francesa en Mali, Mokhtar Belmokhtar desapareció. Según el periodista Rémi Carayol, probablemente estableciera un nuevo santuario en el suroeste de Libia, en la zona entre Sebha, Ubari y Murzuk y se habría casado de nuevo. A partir de 2015 estaría especialmente presente en el norte de Libia y habría sido visto en Bengasi. Sin embargo el grupo permanece activo en Mali y en todo el Sahel y el Sáhara. 
En mayo de 2013, Belmokhtar planeó atentados en Arlit y Agadez en Níger según informó El-Hassen Ould Khalill, alias Jouleibib,  portavoz de los Firmantes con sangre que también declaró que el movimiento participó en ataques conjuntos con MUYAO.
El 3 de junio de 2013 Estados Unidos puso un precio de 5 millones de dólares a la cabeza de Mokhtar Belmokhtar.
El 22 de agosto de 2013 en un comunicado firmado por Ahmed al-Tilemsi , Mokhtar Belmokhtar, MUYAO y Los firmantes con sangre  anunciaron su fusión creando Al Murabitun.
Belmokhtar, sin embargo, perdió a sus dos principales lugartenientes; Jouleibib, su yerno y portavoz, fue asesinado por las fuerzas especiales francesas al oeste de Tessalit la noche del 13 y 14 de noviembre de 2013. También a Omar Uld Hamaha murió en marzo de 2014 al parecer en un bombardeo francés. Por otro lado, en abril de 2014, Abu Bakr al-Nasr, designado para encabezar al Murabitun, murió en manos del ejército francés en el sur de Timetrine entre Kidal y Tombuctú.
El mismo mes, Mokhtar Belmokhtar publicó una declaración renovando su lealtad a Ayman al-Zawahiri, emir de Al Qaeda, cuya autoridad estaba socavada en Siria como consecuencia del avance del Estado Islámico en Irak y el Levante. 
En enero de 2015 se le atribuyó una declaración a Belmokhtar saludando a los hermanos Kouachi, autores del atentado contra Charlie Hebdo.

### Enfrentamiento con el DAESH
El 13 de mayo de 2015, en una declaración firmada por el emir Adnan Abu Walid Al-Sahraoui, Al Murabitun anunció su lealtad al Estado Islámico. Una lealtad que solo representa a MUJAO , uno de los componentes del grupo.  Dos días más tarde, Mokhtar Belmokhtar niegó la lealtad de Al Murabitun al Estado Islámico y renovó su lealtad a Ayman al Zawahiri afirmando que la declaración de Al sahraui "no provenía del Consejo de la Shura". El conflicto es interpretado por los analistas como signo de división entre las filas yihadistas entre seguidores del EI y Al Qaeda.
La noche del 13 al 14 de junio de 2015,  aviones de Estados Unidos llevaron a cabo un ataque contra un objetivo "vinculado a Al Qaeda" cerca de Agedabia en Libia. Horas más tarde, el gobierno libio de Tobruk anunció la muerte de Mokhtar Belmokhtar en el ataque aéreo. Pero el 16 de junio, Ansar al-Sharia aseguró que el ataque aéreo mató a siete personas, pero que Mokhtar Belmokhtar no estaba entre ellos. El 18 de junio, Al Murabitun y AQMI conjuntamente negaron la muerte de Belmokhtar.
En julio de 2015, Al Murabitun se presentó por primera vez como Al Qaeda en África occidental y anunció que su emir era Mokhtar Belmokhtar.
En agosto, la rama de Libia del Estado Islámico publicó una orden de búsqueda de Belmokhtar pidiendo su eliminación. El Estado Islámico también transmitió una breve biografía, que según el investigador Romain Caillet incluía algunos elementos de su biografía desconocidos hasta el momento en caso de que la información revelada por el EI fuera correcta. Según esta versión Belmokhtar se refugió en Libia después de la intervención francesa en Mali y Al Murabitun fue fundado en Derna. En esta ciudad habría igualmente tomado parte en junio de 2015 en los combates contra el Estado Islámico junto a las fuerzas del Consejo de los Muyahidines, una alianza de grupos yihadistas cercanos a Al Qaeda.

### Reaparición en el ataque al Hotel Radisson Blue de Bamako y nueva relación con el AQMI
El 20 de noviembre de 2015 el nombre de Belmokhtar cobró de nuevo protagonismo cuando el grupo que lidera, Al Murabitún se responsabilizó de la toma del ataque al Hotel Radisson Blu de Bamako y la toma de rehenes que se saldó con la muerte de 18. El 4 de diciembre de 2015 Abdelmalek Droukdel líder de AQMI anunció que Al Murabitún y su líder Belmokhtar se sumaban de nuevo a la organización.

## Condenas
- En junio de 2004, el tribunal de Illizi condenó en rebeldía a Mokhtar Belmokhtar a cadena perpetua por  "constitución de grupos terroristas armados con el propósito de sembrar el terror (...), creación de un clima de secuestro (...), robo (...), posesión de armas prohibidas y uso no autorizado.  Se ofrece una recompensa de 10 millones de dinares argelinos por su detención.
- En marzo de 2007 fue condenado por el tribunal de Argel a 20 años de prisión por la creación de grupos terroristas, secuestro de extranjeros e importación y tráfico de armas ilícitas.
- En marzo de 2008 fue condenado a muerte por el tribunal de Ghardaya por el asesinato en febrero de 2006 de 13 policías.[1][2][33]

## Varias veces dado por muerto
El 2 de marzo de 2013, la televisión estatal chadiana y el Ejército de Chad informaron que habían matado a Belmokhtar en una redada de sus tropas contra bases terroristas en Malí.
Sin embargo, fuentes islamistas confirmaron que sigue vivo y que coordinó los atentados terroristas en Níger de 2013.
El 14 de junio de 2015 el gobierno de Libia anunció su muerte tras una incursión realizada por la aviación de EE. UU. La información no se confirmó. El 20 de noviembre de 2015 Francia lo señaló como autor intelectual del asalto al hotel Radisson de Bamako en el que murieron al menos diecinueve personas.